# Jurja Vlašić
Jurja Vlašić (ur. 12 sierpnia 1993 w Zagrzebiu) – chorwacka siatkarka, grająca na pozycji rozgrywającej. Od sezonu 2019/2020 występuje w szwedzkiej drużynie Hylte/Halmstad.

## Sukcesy klubowe
Puchar Anglii:
- 2017, 2018

Mistrzostwo Anglii:
- 2017, 2018